# Michael Hatz
Michael Hatz (Vienna, 17 novembre 1970) è un ex calciatore austriaco, di ruolo difensore.

## Carriera

### Rapid Vienna
Cresciuto nel Rapid Vienna, società calcistica della sua città di nascita, con il passare degli anni Michael Hatz si ritaglia uno spazio importante nella squadra austriaca, diventandone titolare. Nel 1994-1995 arriva il primo trofeo, si tratta della Coppa d'Austria (OFB-Cup), che viene vinta battendo in finale il Leoben per 1-0. Nella stagione successiva Hatz prenderà parte anche al brillante cammino del Rapid Vienna nella Coppa delle Coppe 1995-1996, edizione in cui la squadra austriaca arriverà fino alla finale, poi persa con il Paris Saint-Germain (1-0, rete del futuro milanista Bruno N'Gotty). Nella stessa stagione 1995-1996, sempre con il Rapid Vienna, vince la Bundesliga austriaca. Per la squadra viennese si tratta di uno titolo importante: essendo il 30º della sua storia la società può esporre la terza stella riguardante i titoli nazionali.

### Reggiana e Lecce
Nell'estate del 1996 passa alla Reggiana, neopromossa in Serie A. La stagione con la maglia della squadra emiliana non è però molto brillante, Hatz e i suoi compagni di squadra partono male, giocano sotto le aspettative e quando la squadra da un timido segno di risveglio, all'inizio del girone di ritorno, è ormai troppo tardi. La retrocessione della squadra, avvenuta con largo anticipo, spinge poi il tecnico Francesco Oddo a fare esperimenti per la futura stagione di Serie B, lasciando più volte Hatz fuori dal terreno di gioco. Il campionato dell'austriaco si concluderà con 25 presenze e nessun gol, pur provocando l'autorete di Pancaro nel pareggio per 1-1 della Reggiana contro il Cagliari. Nonostante i deludenti risultati sul campo Hatz, nel 2008 quando fu scelto come accompagnatore per la nazionale italiana agli Europei (svoltisi quell'anno proprio in Austria e in Svizzera), in un'intervista alla Gazzetta di Reggio spenderà comunque buone parole per il ricordo della sua esperienza in terra emiliana.
Dopo aver disputato il precampionato della stagione 1997-1998 con la Reggiana, Hatz viene ceduto al Lecce, anch'esso neopromosso in Serie A. Con i salentini, quell'anno allenati da Cesare Prandelli, l'austriaco disputerà soltanto due partite da subentrato (contro Roma e Inter) prima di fare ritorno al Rapid Vienna già nel corso della sessione invernale del mercato.

### Il ritorno in Austria
Nella Bundesliga austriaca Hatz ritroverà progressivamente i suoi spazi e una maglia da titolare. Rimarrà al Rapid Vienna, partecipando anche a diverse edizioni della Coppa Uefa e ad un preliminare di Champions League (con risultati molto modesti per la squadra) fino al 2001, quando sarà ceduto all'Admira Wacker, altra squadra austriaca militante nella massima serie, con il quale disputerà altri quattro campionati prima di ritirarsi al termine della stagione 2004-2005.

### Nazionale
Michael Hatz ha disputato 9 partite con la nazionale austriaca, debuttando in amichevole contro l'Ungheria il 24 aprile 1996, rimediando anche un cartellino rosso. La prima gara ufficiale sarà poi il 9 ottobre 1996 (Svezia-Austria 0-1). Dopo essere stato escluso dalla rosa dei convocati per Francia '98, Hatz disputerà soltanto altre due partite ufficiali durante le successive qualificazioni per Euro 2000 e Corea-Giappone 2002, prima di uscire definitivamente dal giro della nazionale.

## Statistiche

### Presenze e reti nei club
| Stagione             | Squadra              | Campionato           | Campionato | Campionato | Coppe nazionali | Coppe nazionali | Coppe nazionali | Coppe continentali | Coppe continentali | Coppe continentali | Altre coppe | Altre coppe | Altre coppe | Totale | Totale |
| Stagione             | Squadra              | Comp                 | Pres       | Reti       | Comp            | Pres            | Reti            | Comp               | Pres               | Reti               | Comp        | Pres        | Reti        | Pres   | Reti   |
| -------------------- | -------------------- | -------------------- | ---------- | ---------- | --------------- | --------------- | --------------- | ------------------ | ------------------ | ------------------ | ----------- | ----------- | ----------- | ------ | ------ |
| 1990-1991            | Rapid Vienna         | 1DA                  | 11         | 0          | -               | -               | -               | -                  | -                  | -                  | -           | -           | -           | 11     | 0      |
| 1991-1992            | Rapid Vienna         | 1DA                  | 18         | 0          | -               | -               | -               | -                  | -                  | -                  | -           | -           | -           | 18     | 0      |
| 1992-1993            | Rapid Vienna         | BA                   | 23         | 1          | OFB             | 1               | 0               | -                  | -                  | -                  | -           | -           | -           | 24     | 1      |
| 1993-1994            | Rapid Vienna         | BA                   | 22         | 0          | -               | -               | -               | -                  | -                  | -                  | -           | -           | -           | 22     | 0      |
| 1994-1995            | Rapid Vienna         | BA                   | 33         | 5          | OFB             | 1               | 0               | -                  | -                  | -                  | -           | -           | -           | 34     | 5      |
| 1995-1996            | Rapid Vienna         | BA                   | 30         | 1          | -               | -               | -               | CC                 | 8                  | 0                  | -           | -           | -           | 38     | 3      |
| Totale Rapid Vienna  | Totale Rapid Vienna  | Totale Rapid Vienna  | 137        | 7          |                 | 2               | 0               |                    | 8                  | 0                  |             | -           | -           | 147    | 7      |
| 1996-1997            | Reggiana             | A                    | 25         | 0          | CI              | 0               | 0               | -                  | -                  | -                  | -           | -           | -           | 25     | 0      |
| 1997-1998            | Lecce                | A                    | 2          | 0          | CI              | 1               | 0               | -                  | -                  | -                  | -           | -           | -           | 3      | 0      |
| 1997-1998            | Rapid Vienna         | BA                   | 6          | 0          | OFB             | 1               | 0               | -                  | -                  | -                  | -           | -           | -           | 7      | 0      |
| 1998-1999            | Rapid Vienna         | BA                   | 27         | 0          | -               | -               | -               | CU                 | 3                  | 0                  | -           | -           | -           | 31     | 0      |
| 1999-2000            | Rapid Vienna         | BA                   | 25         | 3          | -               | -               | -               | UCL+CU             | 4+2                | 0+0                | -           | -           | -           | 31     | 3      |
| 2000-2001            | Rapid Vienna         | BA                   | 30         | 0          | OFB             | 1               | 0               | CU                 | 4                  | 0                  | -           | -           | -           | 35     | 0      |
| Totale Rapid Vienna  | Totale Rapid Vienna  | Totale Rapid Vienna  | 88         | 3          |                 | 2               | 0               |                    | 13                 | 0                  |             | -           | -           | 104    | 3      |
| 2001-2002            | Admira Wacker        | BA                   | 28         | 1          | -               | -               | -               | -                  | -                  | -                  | -           | -           | -           | 28     | 1      |
| 2002-2003            | Admira Wacker        | BA                   | 32         | 2          | -               | -               | -               | -                  | -                  | -                  | -           | -           | -           | 32     | 2      |
| 2003-2004            | Admira Wacker        | BA                   | 32         | 0          | OFB             | 1               | 0               | -                  | -                  | -                  | -           | -           | -           | 33     | 0      |
| 2004-2005            | Admira Wacker        | BA                   | 14         | 0          | -               | -               | -               | -                  | -                  | -                  | -           | -           | -           | 14     | 0      |
| Totale Admira Wacker | Totale Admira Wacker | Totale Admira Wacker | 106        | 3          |                 | 1               | 0               |                    | -                  | -                  |             | -           | -           | 107    | 3      |
| Totale carriera      | Totale carriera      | Totale carriera      | 358        | 13         |                 | 6               | 0               |                    | 21                 | 0                  |             | -           | -           | 385    | 13     |

### Cronologia presenze e reti in nazionale
| Cronologia completa delle presenze e delle reti in nazionale ― Austria | Cronologia completa delle presenze e delle reti in nazionale ― Austria | Cronologia completa delle presenze e delle reti in nazionale ― Austria | Cronologia completa delle presenze e delle reti in nazionale ― Austria | Cronologia completa delle presenze e delle reti in nazionale ― Austria | Cronologia completa delle presenze e delle reti in nazionale ― Austria | Cronologia completa delle presenze e delle reti in nazionale ― Austria | Cronologia completa delle presenze e delle reti in nazionale ― Austria |
| Data                                                                   | Città                                                                  | In casa                                                                | Risultato                                                              | Ospiti                                                                 | Competizione                                                           | Reti                                                                   | Note                                                                   |
| ---------------------------------------------------------------------- | ---------------------------------------------------------------------- | ---------------------------------------------------------------------- | ---------------------------------------------------------------------- | ---------------------------------------------------------------------- | ---------------------------------------------------------------------- | ---------------------------------------------------------------------- | ---------------------------------------------------------------------- |
| 24-4-1996                                                              | Budapest                                                               | Ungheria                                                               | 0 – 2                                                                  | Austria                                                                | Amichevole                                                             | -                                                                      | 18’, 66’                                                               |
| 9-10-1996                                                              | Stoccolma                                                              | Svezia                                                                 | 0 – 1                                                                  | Austria                                                                | Qual. Mondiali 1998                                                    | -                                                                      | 78’                                                                    |
| 18-8-1999                                                              | Malmö                                                                  | Svezia                                                                 | 0 – 0                                                                  | Austria                                                                | Amichevole                                                             | -                                                                      |                                                                        |
| 4-9-1999                                                               | Vienna                                                                 | Austria                                                                | 1 – 3                                                                  | Spagna                                                                 | Qual. Euro 2000                                                        | -                                                                      | 41’                                                                    |
| 29-3-2000                                                              | Graz                                                                   | Austria                                                                | 1 – 1                                                                  | Svezia                                                                 | Amichevole                                                             | -                                                                      |                                                                        |
| 26-4-2000                                                              | Vienna                                                                 | Austria                                                                | 1 – 2                                                                  | Croazia                                                                | Amichevole                                                             | -                                                                      |                                                                        |
| 16-8-2000                                                              | Budapest                                                               | Ungheria                                                               | 1 – 1                                                                  | Austria                                                                | Amichevole                                                             | -                                                                      |                                                                        |
| 1-9-2000                                                               | Vienna                                                                 | Austria                                                                | 5 – 1                                                                  | Iran                                                                   | Amichevole                                                             | -                                                                      | 41’                                                                    |
| 11-10-2000                                                             | Vienna                                                                 | Austria                                                                | 1 – 1                                                                  | Spagna                                                                 | Qual. Mondiali 2002                                                    | -                                                                      |                                                                        |
| Totale                                                                 |                                                                        | Presenze                                                               | 9                                                                      |                                                                        | Reti                                                                   | 0                                                                      |                                                                        |

## Palmarès
- Campionato di calcio austriaco:1

Rapid Vienna: 1996
- Coppa d'Austria: 1

Rapid Vienna: 1995